# Труш, Василий Иванович
Василий Иванович Труш (укр. Василь Іванович Труш; 24 марта 1918 год, село Засулье, Лохвицкий уезд, Полтавская губерния — 4 октября 2001 год, село Сенча, Лохвицкий район, Полтавская область, Украина) — колхозник, бригадир колхоза «Россия» Лохвицкого района, Полтавская область, Украинская ССР. Герой Социалистического Труда (1966).

## Биография
Родился 24 марта 1918 года в селе Засулье Полтавского уезда Полтавской губернии в крестьянской семье. В 1932 году окончил семилетнюю школу, после чего работал разнорабочим в колхозе «Украина» в селе Сенча. В марте 1937 году окончил курсы трактористов при Сенчанской МТС. В 1937—1938 годах работал трактористом на Сенчанской МТС.
В 1938 году призван в Красную Армию. Служил в 352-м артиллерийском полку Одесского военного округа. После начала Великой Отечественной войны принимал участие в сражениях в районе города Умань. Попал в «Уманский котёл». С ноября 1941 года находился в лагере для военнопленных. В январе 1942 года бежал из лагеря, скрывался в Винницкой области, потом с ноября 1942 года проживал в родном селе. После освобождения Полтавской области от немецких захватчиков продолжил восстанавливал разрушенное колхозное хозяйство, потом продолжил работать трактористом на Сенчанской МТС.
С января 1953 года трудился трактористом в колхозе «Украина» Лохвицкого района и с 1965 года — тракторист колхоза «Россия» Лохвицкого района. Был назначен бригадиром. В 1966 году удостоен звания Героя Социалистического Труда «за успехи, достигнутые в увеличении производства пшеницы, ржи, гречихи, кукурузы и других зерновых и кормовых культур».
После выхода на пенсию проживал в селе Сенча Лохвицкого района, где скончался в 2001 году.

## Награды
- Герой Социалистического Труда — указом Президиума Верховного Совета СССР от 23 июня 1966 года
- Орден Ленина
- Орден Отечественной войны 2 степени (11.03.1985)
- Медаль «За победу над Германией в Великой Отечественной войне 1941—1945 гг.»
- Медаль «За доблестный труд в Великой Отечественной войне 1941—1945 гг.»